# Hospital del Rebullón

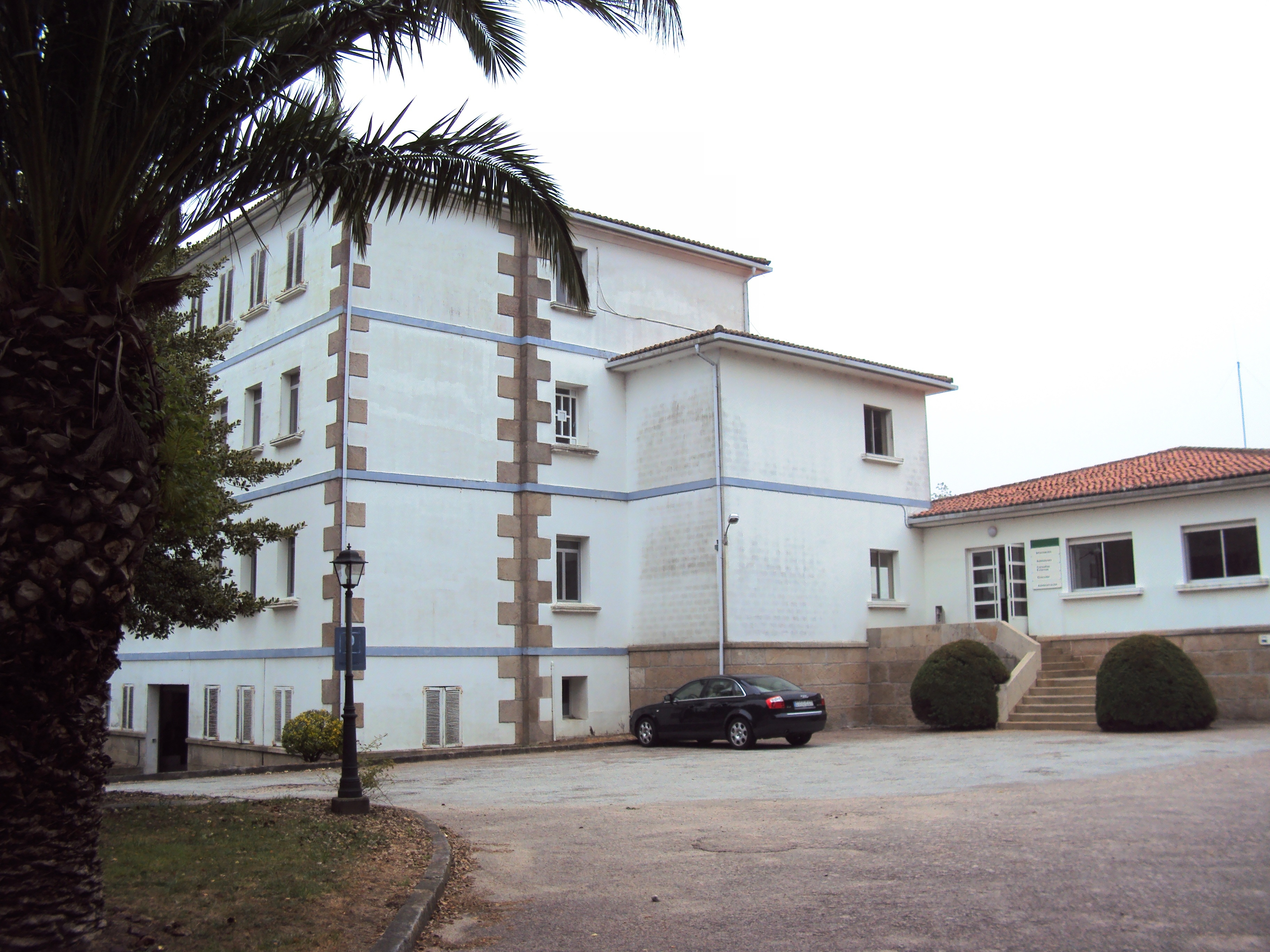
Vista del edificio principal con la recepción a la derecha

El Hospital del Rebullón fue un centro psiquiátrico de titularidad pública. Era el único de los centros del Complejo Hospitalario Universitario de Vigo que no se encontraba en esta ciudad sino en el lugar del Rebullón, perteneciente a la parroquia de Tameiga, en el ayuntamiento vecino de Mos.

## Historia
Primeramente fue una colonia de verano para niños pobres y después un centro para tuberculosos.
El hospital nació por iniciativa de la Diputación Provincial de Pontevedra como centro de internamiento psiquiátrico.
En la década de 1990, siguiendo las disposiciones de la Ley General de Sanidad de 1986, el hospital se integró en el Servicio Gallego de Salud de la Junta de Galicia. El 19 de enero de 2016, cesó su actividad asistencial, que pasó al Hospital Nicolás Peña. Se mantuvieron los otros servicios que se encuentran en sus dependencias.

## Estructura
Los cambios en la forma en que se trataba a los pacientes psiquiátricos y la creación de unidades de salud mental en los hospitales del Meixoeiro y Xeral determinaron que el edificio fuese quedando casi vacío. De este modo las dependencias fueron ocupadas por distintos servicios:
- Edificio principal, dedicado a la hospitalización y tratamiento de enfermos psiquiátricos.
- Base de ambulancias del 061.
- Dependencias y COGAMI (atención a discapacitados).
- Archivo general de historias clínicas del CHUVI.
- Almacenes.